# Genocídios na história
Genocídio é a destruição intencional de um povo, no todo ou em parte. O termo foi cunhado em 1944 por Raphael Lemkin. Ele é definido no Artigo 2 da Convenção para a Prevenção e a Repressão do Crime de Genocídio (CPRCG) de 1948 como “qualquer um dos seguintes atos cometidos com a intenção de destruir, no todo ou em parte, um grupo nacional, étnico, racial ou religioso, como tal: matar membros do grupo; causar lesões corporais ou mentais graves a membros do grupo; infligir deliberadamente condições de vida ao grupo, calculadas para provocar sua destruição física total ou parcial; impor medidas destinadas a impedir nascimentos dentro do grupo; [e] transferir à força crianças do grupo para outro grupo.”
O preâmbulo do CPRCG afirma que “o genocídio é um crime de acordo com o direito internacional, contrário ao espírito e aos objetivos das Nações Unidas e condenado pelo mundo civilizado”, e também afirma que “em todos os períodos da história, o genocídio infligiu grandes perdas à humanidade.” O genocídio é amplamente considerado o epítome da maldade humana, e tem sido chamado de “crime dos crimes”. A  Força-Tarefa de Instabilidade Política [en] estimou que 43 genocídios ocorreram entre 1956 e 2016, resultando em 50 milhões de mortes. O ACNUR estimou que outros 50 milhões foram deslocados por esses episódios de violência.

## Definições de genocídio
O debate continua sobre o que constitui legalmente um genocídio. Uma definição é qualquer conflito que o Tribunal Penal Internacional tenha designado como tal. Mohammed Hassan Kakar argumenta que a definição deve incluir grupos políticos ou qualquer grupo assim definido pelo perpetrador. Ele prefere a definição de Frank Chalk e Kurt Jonassohn, que consideram genocídio como “uma forma de assassinato em massa unilateral em que um Estado ou outra autoridade pretende destruir um grupo assim definido pelo perpetrador.”
Na literatura, alguns acadêmicos enfatizaram o papel que a União Soviética desempenhou na exclusão de grupos políticos da definição internacional de genocídio, que está contida na Convenção sobre Genocídio de 1948, e, em particular, escreveram que Josef Stalin pode ter temido um maior escrutínio internacional dos assassinatos políticos que ocorreram no país, como o Grande Expurgo; no entanto, essa alegação não é apoiada por evidências. A visão soviética era compartilhada e apoiada por muitos países diferentes, e também estava alinhada com a concepção original de Raphael Lemkin, sendo inicialmente promovida pelo Congresso Judaico Mundial [en].

## Genocídios históricos

### Genocídios antes da Primeira Guerra Mundial
Raphael Lemkin aplicou o conceito de genocídio a uma ampla variedade de eventos ao longo da história humana. Ele e outros estudiosos datam os primeiros genocídios de tempos pré-históricos. O genocídio é mencionado em várias fontes antigas, inclusive na Bíblia Hebraica, onde Deus ordenou o genocídio (herem) contra alguns dos inimigos dos israelitas, especialmente Amaleque. O genocídio no mundo antigo geralmente consistia no massacre de homens e na escravização ou assimilação forçada de mulheres e crianças, sendo geralmente limitado a uma cidade ou vila específica, em vez de ser aplicado a um grupo maior. Exemplos medievais em potencial são encontrados na Europa, embora os especialistas alertem contra a aplicação do termo moderno “genocídio” a esses eventos. De modo geral, os exemplos pré-modernos que podem ser considerados genocídio eram relativamente incomuns. A partir do início do período moderno, as ideologias raciais surgiram como um fator mais relevante.
De acordo com Frank Chalk, Helen Fein e Kurt Jonassohn, quando um grupo dominante de pessoas tinha pouco em comum com um grupo marginalizado, era fácil para o grupo dominante definir o grupo marginalizado como sub-humano. Esse grupo marginalizado poderia ser rotulado como uma ameaça que deveria ser eliminada.
A expansão de várias potências coloniais europeias, como os impérios britânico e espanhol, e o subsequente estabelecimento de colônias em território indígena frequentemente envolviam atos de violência genocida contra grupos indígenas nas Américas (incluindo Brasil, Paraguai e Estados Unidos), Austrália, África e Ásia. De acordo com Lemkin, a colonização era em si mesma “intrinsecamente genocida”, e ele via esse genocídio como um processo de dois estágios: o primeiro sendo a destruição do modo de vida da população indígena, e o segundo, a imposição do modo de vida dos recém-chegados ao grupo indígena.
De acordo com David Maybury-Lewis, as formas imperiais e coloniais de genocídio são executadas de duas maneiras principais: seja por meio da limpeza deliberada de territórios de seus habitantes originais para torná-los exploráveis para fins de extração de recursos ou assentamentos coloniais, seja por meio do alistamento de povos indígenas como trabalhadores forçados em projetos colonialistas ou imperialistas de extração de recursos. A designação de eventos específicos como genocidas é frequentemente controversa.
Durante as Guerras dos Castores do século XVII, os iroqueses destruíram várias grandes confederações tribais — incluindo os moicanos, hurons, neutros, erie, susquehannock e algonquinos do norte — com extrema brutalidade. A natureza exterminatória do modo de guerra praticado pelos iroqueses fez com que alguns historiadores classificassem esses eventos como atos de genocídio.

### Genocídios da Primeira à Segunda Guerra Mundial

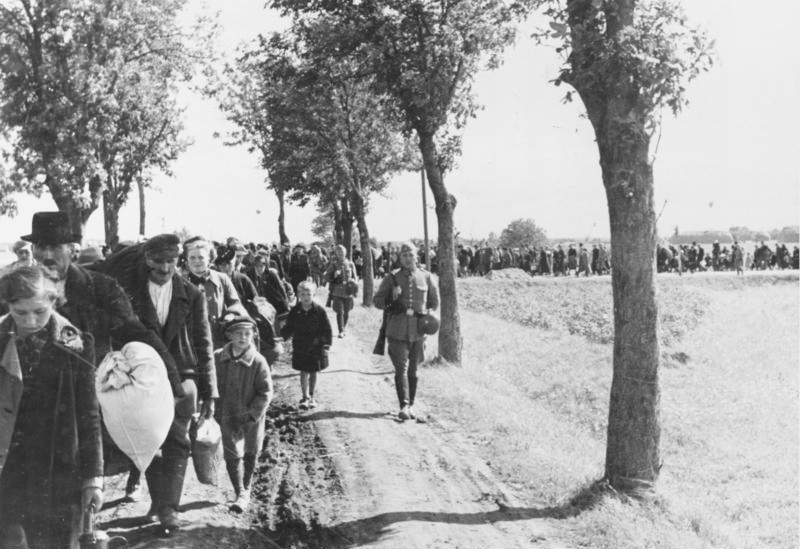
Expulsão de poloneses pela Alemanha nazista. O Generalplan Ost previa a deportação, o extermínio, a germanização e a escravização de todos ou da maioria dos poloneses, tchecos, ucranianos, bielorrussos e russos.

Em 1915, um ano após a eclosão da Primeira Guerra Mundial, o conceito de crimes contra a humanidade foi introduzido nas relações internacionais pela primeira vez, quando os Aliados da Primeira Guerra Mundial enviaram uma carta ao governo do Império Otomano, membro das Potências Centrais, para protestar contra os genocídios otomanos tardios que estavam ocorrendo dentro do império, entre os quais se destacam o genocídio armênio, o genocídio assírio, o genocídio grego e a Grande Fome do Monte Líbano [en]. O Holocausto, o genocídio nazista de seis milhões de judeus europeus de 1941 a 1945 durante a Segunda Guerra Mundial, é o genocídio mais estudado e também o protótipo de genocídio. Uma das questões mais controversas entre os estudiosos comparativos é a da singularidade do Holocausto, o que levou ao Historikerstreit [en] na Alemanha Ocidental durante a década de 1980, além de debates sobre se existem paralelos históricos, o que os críticos consideram que banaliza o evento. Ele é considerado o paradigma do “pior caso” de genocídio.
Os estudos sobre genocídio [en] começaram como um campo acadêmico secundário dos estudos sobre o Holocausto [en], cujos pesquisadores associavam o genocídio diretamente ao Holocausto e acreditavam que a definição de genocídio [en] de Lemkin era excessivamente ampla. Em 1985, o Relatório Whitaker da Organização das Nações Unidas (ONU) citou o massacre de 100.000 a 250.000 judeus em mais de 2.000 pogroms ocorridos como parte do Terror Branco durante a Guerra Civil Russa como um ato de genocídio. O relatório também sugeriu que se considerassem o ecocídio, o etnocídio e o genocídio cultural.

### Genocídios de 1946 a 1999
A Convenção sobre Genocídio foi adotada pela Assembleia Geral da ONU em 9 de dezembro de 1948 e entrou em vigor em 12 de janeiro de 1951. Após os vinte países necessários se tornarem partes da convenção, ela passou a ser considerada como lei internacional a partir de 12 de janeiro de 1951. No entanto, apenas dois dos cinco membros permanentes do Conselho de Segurança da ONU eram partes do tratado, o que fez com que a Convenção ficasse estagnada por mais de quatro décadas. Durante a era da Guerra Fria, atrocidades em massa foram cometidas tanto por regimes comunistas quanto por regimes anticomunistas/capitalistas, incluindo o Massacre na Indonésia de 1965–1966, o Genocídio em Bangladesh em 1971, o Genocídio cambojano, o Genocídio na Guatemala e o Genocídio em Timor-Leste. O Genocídio em Ruanda, ocorrido em 1994, deu um impulso adicional aos estudos sobre genocídio na década de 1990.

### Genocídios após 2000
No The Guardian, David Alton [en], Helen Clark [en] e Michael Lapsley [en] escreveram que os motivos do genocídio de Ruanda e de crimes como o Genocídio na Bósnia nas guerras da Iugoslávia foram analisados em profundidade, e também afirmaram que a  prevenção do genocídio foi amplamente discutida. Eles descreveram as análises como tendo produzido "resmas de papel [que] foram dedicadas a analisar o passado e se comprometeram a prestar atenção aos sinais de alerta e evitar o genocídio."
Um grupo de 34 organizações não governamentais e 31 indivíduos, que se autodenominam African Citizens, fez referência ao relatório Rwanda: The Preventable Genocide (Ruanda: o genocídio evitável), elaborado por um painel liderado pelo ex-presidente de Botsuana, Quett Masire, para a Organização da Unidade Africana, que mais tarde se tornou a União Africana. A African Citizens destacou as frases, comentando: "Indiscutivelmente, a verdade mais importante que emerge de nossa investigação é que o genocídio de Ruanda poderia ter sido evitado por aqueles da comunidade internacional que tinham a posição e os meios para fazê-lo. O mundo falhou com Ruanda. As [Nações Unidas] simplesmente não se preocuparam o suficiente com Ruanda para intervir adequadamente." Chidi Odinkalu [en], ex-chefe da Comissão Nacional de Direitos Humanos da Nigéria, estava entre os envolvidos com a African Citizens.
O genocídio de Amhara [en], em andamento desde o início da década de 1990 com a implementação do federalismo étnico sob o governo liderado pela TPLF, e os eventos da guerra no norte da Etiópia (Guerra do Tigré) desde 2020, intensificaram ainda mais a violência, com crimes de guerra cometidos pelas forças de Tigré nas regiões de Amara e Afar. Em 20 de novembro de 2021, a Genocide Watch alertou para o genocídio em andamento na Etiópia, previsto no contexto da guerra em Tigray e também da violência em Oromia e nas regiões de Benishangul-Gumuz (Metekel), que se agravou desde 2018. Em 21 de novembro, Odinkalu pediu a prevenção do genocídio, afirmando: "Precisamos nos concentrar em um programa urgente de defesa da Prevenção de Genocídio na Etiópia AGORA. Pode ser tarde demais em duas semanas, pessoal." Em 26 de novembro, a African Citizens e Alton, Clark e Lapsley também pediram a prevenção do genocídio previsto.
O Genocídio ruainga é um genocídio contínuo contra o povo muçulmano Ruaingas, caracterizado por incêndios criminosos, estupro, limpeza étnica e infanticídio pelos militares birmaneses. Até o momento, o genocídio consistiu em duas fases: a primeira foi uma repressão militar que ocorreu de outubro de 2016 a janeiro de 2017, e a segunda vem ocorrendo desde agosto de 2017.
O governo chinês se envolveu em uma série de abusos de direitos humanos contra os uigures e outras minorias étnicas e religiosas em Xinjiang. Legislaturas de vários países, incluindo o Canadá, Reino Unido e França, aprovaram moções não vinculativas descrevendo as ações da China como genocídio. Os Estados Unidos denunciaram oficialmente o tratamento dado pela China aos uigures como genocídio.

## Processo internacional

### TribunaisAd hoc
Em 1951, apenas dois dos cinco membros permanentes do Conselho de Segurança da ONU (CSNU) eram partes da convenção, a saber, a França e a República da China. O tratado foi ratificado pela União Soviética em 1954, pelo Reino Unido em 1970, pela República Popular da China em 1983 (que substituiu a República da China, sediada em Taiwan, no CSNU em 1971) e pelos Estados Unidos em 1988. Na década de 1990, a lei internacional sobre o crime de genocídio começou a ser aplicada.

#### Bósnia e Herzegovina

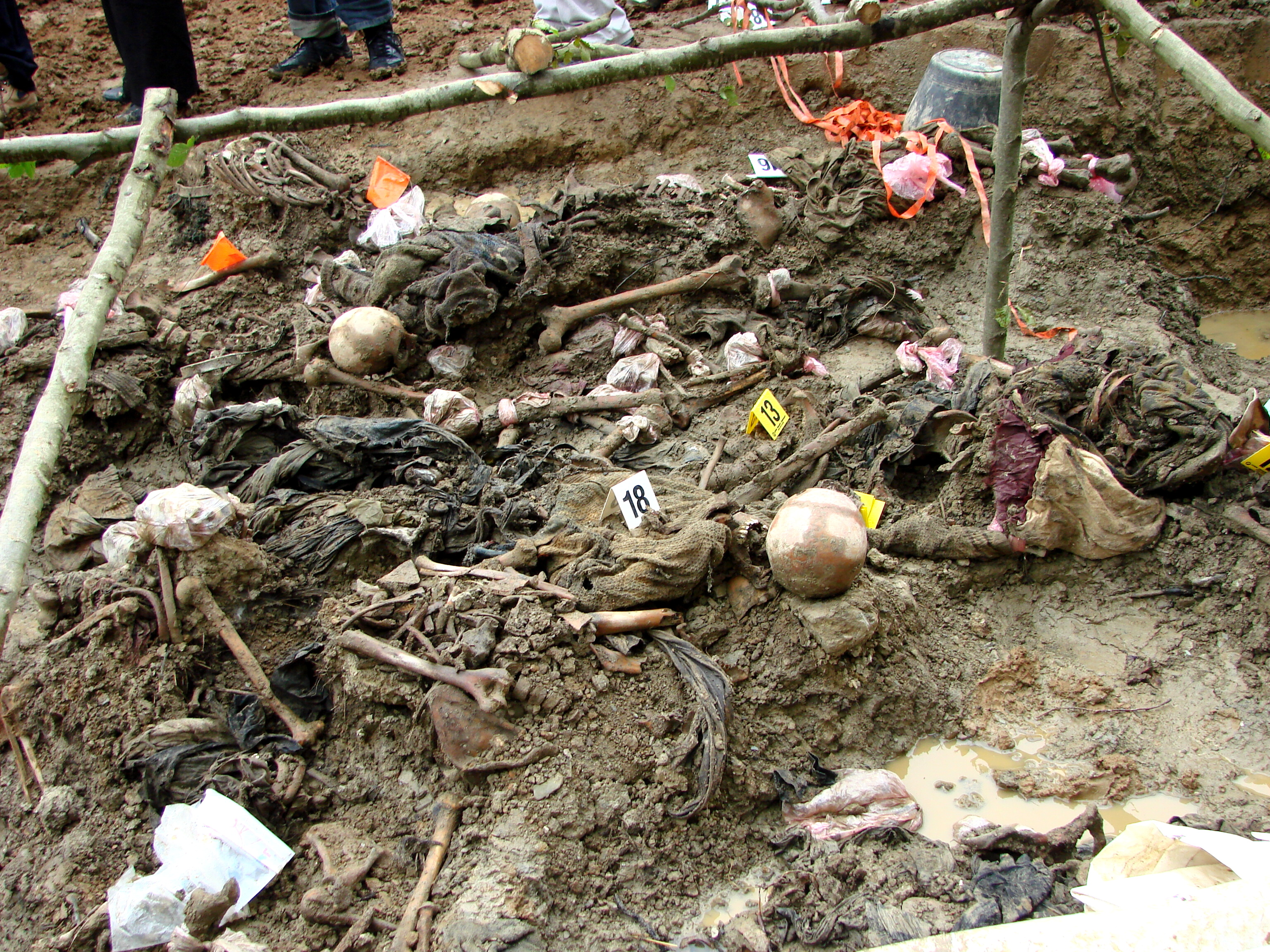
Exhumed mass grave of Srebrenica massacre victims in 2007

Em julho de 1995, as forças sérvias mataram mais de 8.000 bosníacos (muçulmanos bósnios), principalmente homens e meninos, na cidade de Srebrenica e nas áreas ao redor, durante a Guerra da Bósnia. A matança foi perpetrada por unidades do Exército da República Sérvia, sob o comando do General Ratko Mladić. O Secretário-Geral das Nações Unidas descreveu o assassinato em massa como o pior crime em solo europeu desde a Segunda Guerra Mundial. Uma unidade paramilitar da Sérvia, conhecida como Scorpions [en], oficialmente parte do Ministério do Interior da Sérvia até 1991, participou do massacre, juntamente com várias centenas de voluntários russos e gregos.
Em 2001, o Tribunal Penal Internacional para a ex-Iugoslávia proferiu sua primeira condenação pelo crime de genocídio, contra o General Radislav Krstić [en], por sua participação no massacre de Srebrenica em 1995. No recurso, ele foi considerado inocente de genocídio, mas foi considerado culpado de cumplicidade em genocídio.
Em fevereiro de 2007, a Corte Internacional de Justiça proferiu uma sentença no Caso de genocídio na Bósnia [en]. A corte confirmou as conclusões do Tribunal Penal Internacional para a ex-Iugoslávia de que o genocídio havia sido cometido em Srebrenica e nas áreas ao redor, mas não concluiu que o genocídio havia sido cometido em todo o território da Bósnia e Herzegovina durante a guerra. O tribunal também determinou que a Sérvia não era responsável pelo genocídio nem por “auxiliá-lo ou instigá-lo”, embora tenha concluído que a Sérvia poderia ter feito mais para evitar o genocídio e que não puniu os perpetradores. Antes dessa decisão, o termo "Genocídio Bósnio" havia sido usado por alguns acadêmicos e autoridades de direitos humanos.
Em 2010, Vujadin Popović [en], tenente-coronel e chefe de segurança do Corpo de Drina do Exército Sérvio da Bósnia, e Ljubiša Beara [en], coronel e chefe de segurança do mesmo exército, foram condenados por genocídio, extermínio, assassinato e perseguição pelo Tribunal Penal Internacional para a ex-Iugoslávia por seu papel no massacre de Srebrenica e foram condenados à prisão perpétua. Em 2016 e 2017, Radovan Karadžić e Ratko Mladić foram condenados por genocídio.
Tribunais alemães também proferiram condenações por genocídio durante a Guerra da Bósnia. Novislav Djajic foi indiciado por sua participação no genocídio, mas o Tribunal Regional Superior não considerou que havia certeza suficiente para uma condenação criminal por genocídio. No entanto, Djajic foi considerado culpado de 14 acusações de homicídio e uma de tentativa de homicídio. Na apelação de Djajic, em 23 de maio de 1997, a Câmara de Apelações da Baviera considerou que atos de genocídio foram cometidos em junho de 1992, no distrito administrativo de Foča. O Tribunal Regional Superior (Oberlandesgericht [en]) de Düsseldorf, em setembro de 1997, condenou Nikola Jorgić [en], um sérvio bósnio da região de Doboj e líder de um grupo paramilitar local, por genocídio. Ele foi condenado a quatro penas de prisão perpétua por seu envolvimento em ações genocidas ocorridas em regiões da Bósnia e Herzegovina, além de Srebrenica. Em 29 de novembro de 1999, o Tribunal Regional Superior de Düsseldorf condenou Maksim Sokolovic a 9 anos de prisão por cumplicidade no crime de genocídio e por graves violações das Convenções de Genebra.

#### Ruanda
O Tribunal Penal Internacional para Ruanda (ICTR) é um tribunal sob os auspícios das Nações Unidas, criado para o julgamento dos crimes cometidos durante o genocídio de Ruanda, que ocorreu em abril e maio de 1994, com início em 6 de abril. O ICTR foi estabelecido em 8 de novembro de 1994 pelo Conselho de Segurança da ONU para resolver reivindicações relacionadas a crimes ocorridos em Ruanda ou por cidadãos ruandeses em países vizinhos entre 1º de janeiro e 31 de dezembro de 1994. Durante aproximadamente 100 dias, desde o assassinato do presidente Juvénal Habyarimana em 6 de abril até meados de julho, pelo menos 800.000 pessoas foram mortas, de acordo com uma estimativa da Human Rights Watch.
Em meados de 2011, o ICTR havia condenado 57 pessoas e absolvido 8. Outras dez pessoas ainda estavam sendo julgadas, enquanto uma (Bernard Munyagishari [en]) aguardava julgamento; nove continuavam foragidas. O primeiro julgamento, de Jean-Paul Akayesu [en], terminou em 1998 com sua condenação por genocídio e crimes contra a humanidade. Jean Kambanda, o primeiro-ministro interino durante o genocídio, declarou-se culpado. Essa foi a primeira condenação no mundo por genocídio, conforme definido pela Convenção de 1948.

#### Camboja

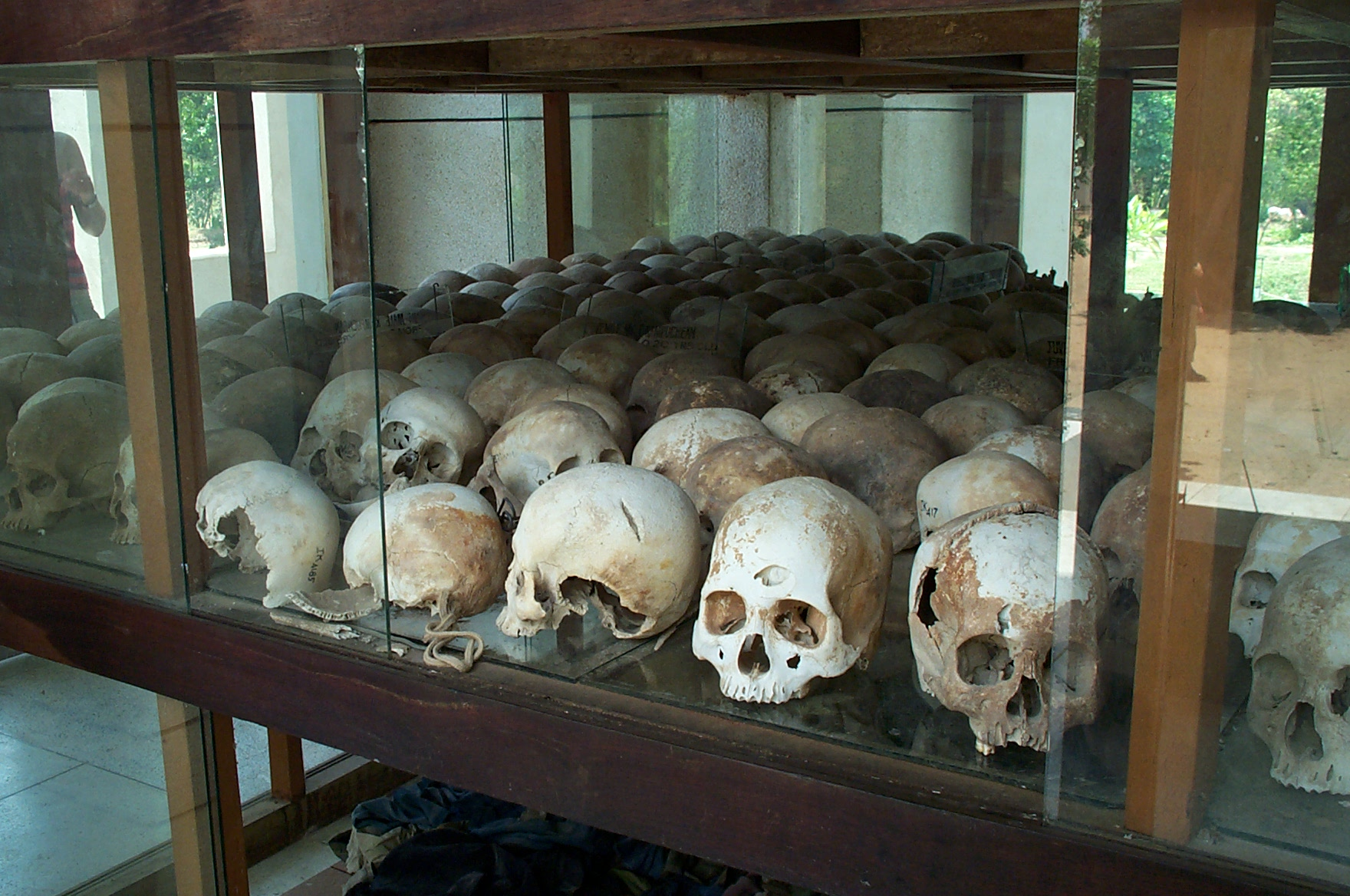
Crânios no memorial de Choeung Ek, no Camboja

O Khmer Vermelho, liderado por Pol Pot, Ta Mok e outros, perpetrou a matança em massa de grupos ideologicamente suspeitos, minorias étnicas como vietnamitas, chineses ou sino-khmers, chams e tailandeses, ex-funcionários públicos, ex-soldados do governo, monges budistas, intelectuais e profissionais seculares, além de ex-moradores de cidades. Os quadros do Khmer Vermelho que foram derrotados em lutas entre facções também foram eliminados em expurgos. A fome e o trabalho forçado provocados pelo regime resultaram em muitas centenas de milhares de mortes. Craig Etcheson sugeriu que o número de mortos ficou entre 2 e 2,5 milhões, com a cifra mais provável sendo 2,2 milhões. Depois de passar cinco anos escavando 20.000 túmulos, ele concluiu que “essas valas comuns contêm os restos mortais de 1.386.734 vítimas de execução.” Steven Rosefielde argumentou que o Khmer Vermelho não era racista, alegando que não pretendia exterminar minorias étnicas, e também afirmou que o Khmer Vermelho não pretendia exterminar o povo cambojano como um todo; em sua opinião, a brutalidade do Khmer Vermelho era produto de uma versão extrema da ideologia comunista.

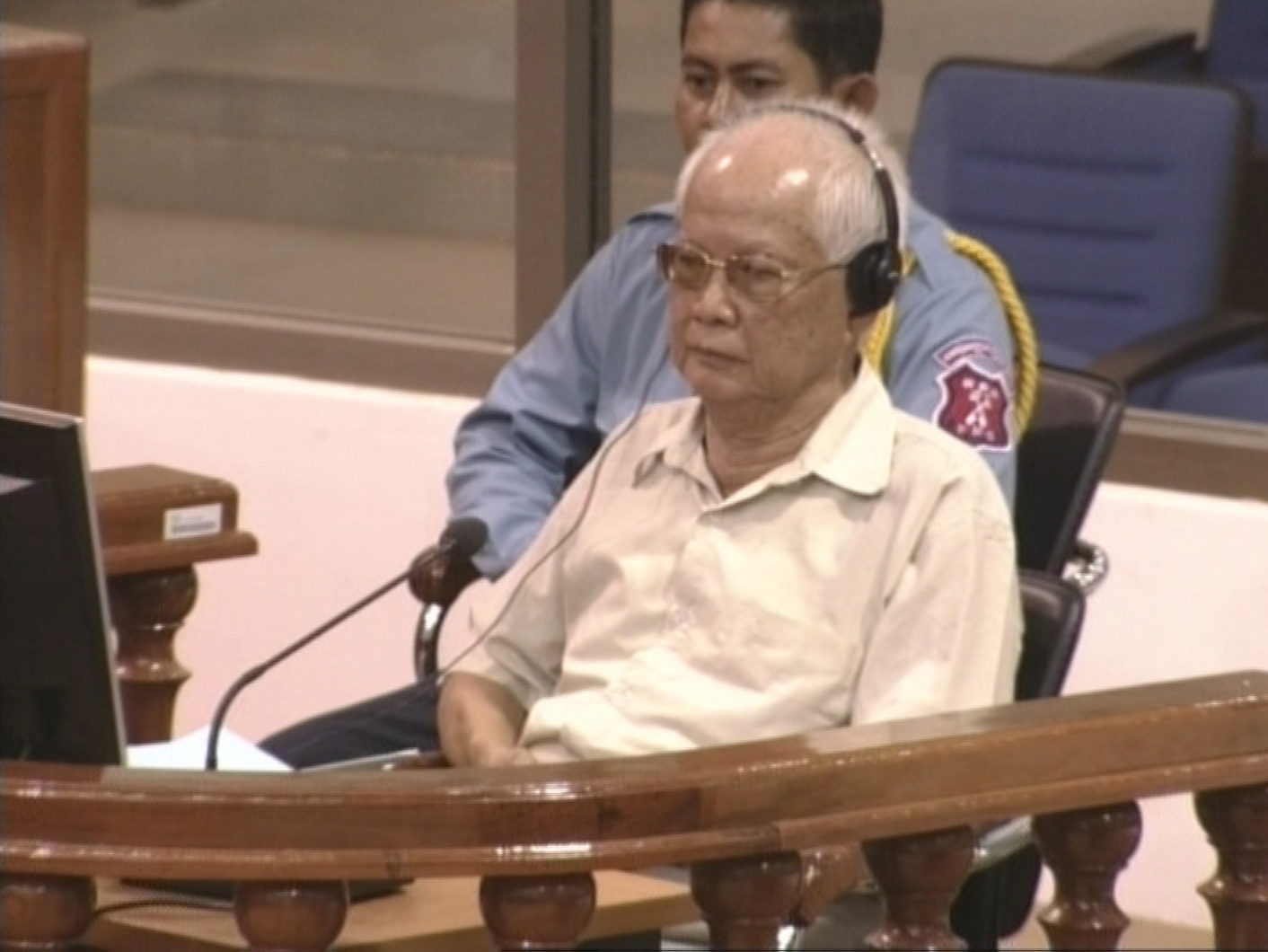
Khieu Samphan em uma audiência pública perante o Tribunal pré-julgamento do Camboja em 3 de julho de 2009

Em 6 de junho de 2003, o governo cambojano e as Nações Unidas chegaram a um acordo para criar as Câmaras Extraordinárias dos Tribunais do Camboja (ECCC), que se concentrariam exclusivamente nos crimes cometidos pelos oficiais mais graduados do Khmer Vermelho durante o período em que o regime governou o Camboja, de 1975 a 1979. Os juízes foram empossados no início de julho de 2006. Os juízes investigadores receberam os nomes de cinco possíveis suspeitos da promotoria em 18 de julho de 2007:
- Kang Kek Iew foi formalmente acusado de crimes de guerra e crimes contra a humanidade, sendo detido pelo Tribunal em 31 de julho de 2007. Ele foi indiciado por esses crimes em 12 de agosto de 2008.[102] Seu recurso foi rejeitado em 3 de fevereiro de 2012, e ele continuou cumprindo uma sentença de prisão perpétua.[103]
- Nuon Chea, ex-primeiro-ministro, foi indiciado por acusações de genocídio, crimes de guerra, crimes contra a humanidade e vários outros crimes conforme a legislação cambojana em 15 de setembro de 2010. Ele foi transferido para a custódia do ECCC em 19 de setembro de 2007. Seu julgamento começou em 27 de junho de 2011.[104][105] Em 16 de novembro de 2018, foi condenado à prisão perpétua por genocídio.[106]
- Khieu Samphan, ex-chefe de Estado, foi indiciado por acusações de genocídio, crimes de guerra, crimes contra a humanidade e vários outros crimes conforme a legislação cambojana em 15 de setembro de 2010. Ele foi transferido para a custódia do ECCC em 19 de setembro de 2007. Seu julgamento também começou em 27 de junho de 2011.[104][105] Em 16 de novembro de 2018, ele foi condenado à prisão perpétua por genocídio.[106]
- Ieng Sary, ex-ministro das Relações Exteriores, foi indiciado sob a acusação de genocídio, crimes de guerra, crimes contra a humanidade e vários outros crimes conforme a legislação cambojana em 15 de setembro de 2010. Ele foi transferido para a custódia do ECCC em 12 de novembro de 2007. Seu julgamento começou em 27 de junho de 2011.[104][105] Ele faleceu em março de 2013.[107]
- Ieng Thirith, esposa de Ieng Sary e ex-ministra de assuntos sociais, foi indiciada por acusações de genocídio, crimes de guerra, crimes contra a humanidade e vários outros crimes conforme a legislação cambojana em 15 de setembro de 2010. Ela foi transferida para a custódia do ECCC em 12 de novembro de 2007. Os processos contra ela foram suspensos enquanto se aguardava uma avaliação de sua saúde.[105][108]

Alguns juristas internacionais e o governo cambojano discordaram sobre a possibilidade de outras pessoas serem julgadas pelo Tribunal.

### Tribunal Penal Internacional
O TPI só pode processar crimes cometidos em ou após 1º de julho de 2002.

#### Darfur, Sudão

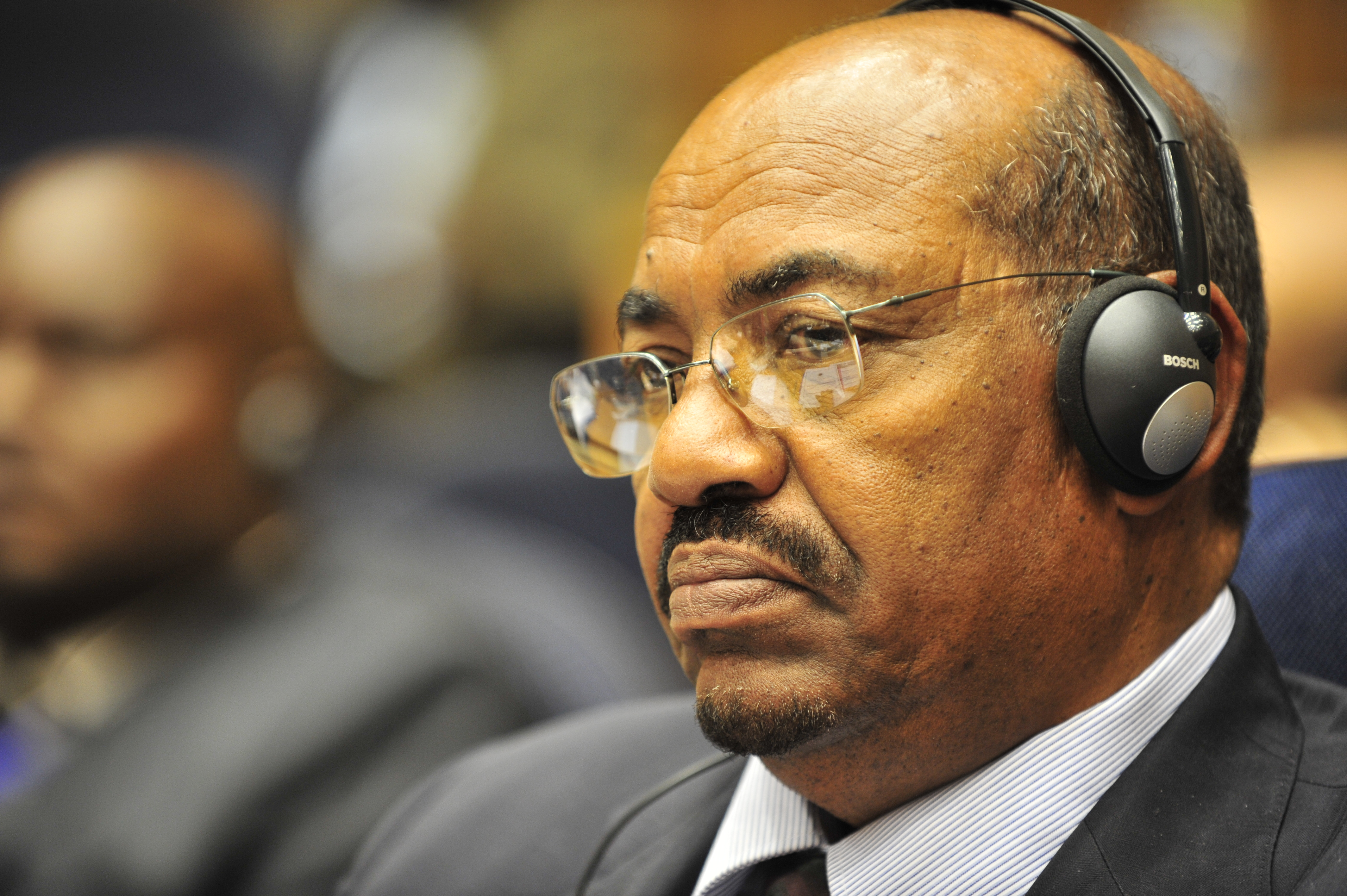
O presidente sudanês Omar al-Bashir, procurado pelo TPI

O conflito racial em Darfur, Sudão, que teve início em 2003, foi declarado um genocídio pelo Secretário de Estado dos Estados Unidos, Colin Powell, em 9 de setembro de 2004, durante depoimento perante o Comitê de Relações Exteriores do Senado dos EUA. Desde então, no entanto, nenhum outro membro permanente do Conselho de Segurança da ONU seguiu o exemplo. Em janeiro de 2005, uma Comissão Internacional de Inquérito sobre Darfur [en], autorizada pela Resolução 1564 do Conselho de Segurança das Nações Unidas [en], emitiu um relatório afirmando que "o Governo do Sudão não adotou uma política de genocídio." No entanto, a Comissão advertiu que "a conclusão de que nenhuma política genocida foi adotada e implementada em Darfur pelas autoridades governamentais, diretamente ou por meio das milícias sob seu controle, não deve ser considerada de forma alguma como uma diminuição da gravidade dos crimes perpetrados naquela região. Ofensas internacionais, como os crimes contra a humanidade e os crimes de guerra que foram cometidos em Darfur, podem ser tão graves e hediondos quanto o genocídio."
Em março de 2005, o Conselho de Segurança encaminhou formalmente a situação em Darfur ao Tribunal Penal Internacional (TPI), levando em conta o relatório da Comissão, mas sem mencionar crimes específicos. Dois membros permanentes do Conselho de Segurança, os Estados Unidos e a China, se abstiveram de votar a resolução de encaminhamento. Em seu quarto relatório ao Conselho de Segurança, o Promotor do TPI encontrou "motivos razoáveis para acreditar que os indivíduos identificados (na Resolução 1593 do Conselho de Segurança das Nações Unidas [en]) cometeram crimes contra a humanidade e crimes de guerra", mas não encontrou provas suficientes para processar por genocídio.
Em abril de 2007, o TPI emitiu mandados de prisão contra o ex-Ministro de Estado do Interior, Ahmed Haroun, e um líder da milícia Janjawid, Ali Kushayb, por crimes contra a humanidade e crimes de guerra. Em 14 de julho de 2008, o TPI apresentou dez acusações de crimes de guerra contra o presidente do Sudão, Omar al-Bashir, três acusações de genocídio, cinco de crimes contra a humanidade e duas de assassinato. Os promotores alegaram que al-Bashir "arquitetou e implementou um plano para destruir em parte substancial" três grupos tribais em Darfur devido à sua etnia. Em 4 de março de 2009, o TPI emitiu um mandado de prisão contra al-Bashir por crimes contra a humanidade e crimes de guerra, mas não por genocídio. Esse foi o primeiro mandado emitido pelo TPI contra um chefe de Estado em exercício.

### Corte Internacional de Justiça

#### Ucrânia
Dois dias após o início da invasão russa da Ucrânia em 2022, em 26 de fevereiro, a Ucrânia apresentou um caso de alegações de genocídio sob a Convenção sobre a Prevenção e Punição do Crime de Genocídio perante a Corte Internacional de Justiça. O caso ocorreu após falsas acusações russas de genocídio no Donbas [en], que foram descritas por estudiosos de genocídio como acusações espelhadas, parte de uma campanha de incitação ao genocídio. O tribunal está conduzindo uma investigação sobre todas as alegações de genocídio na Ucrânia [en]. Em novembro de 2022, o Procurador Geral da Ucrânia, Andriy Kostin [en], afirmou que, durante o curso de cinco procedimentos sobre genocídio aplicados pela lei, os investigadores haviam registrado “mais de 300 fatos que pertencem precisamente à definição de genocídio”.

#### Rohingya
Em 11 de novembro de 2019, a Gâmbia apresentou um pedido à Corte Internacional de Justiça contra Myanmar. A Gâmbia alegou que Mianmar cometeu assassinato em massa, estupro e destruição de comunidades contra o grupo Ruainga no estado de Arracão desde aproximadamente outubro de 2016, ações essas que violaram a Convenção sobre Genocídio.

#### Israel
Em 29 de dezembro de 2023, a África do Sul entrou com um pedido de instauração de processo na Corte Internacional de Justiça contra Israel, alegando que o país havia violado suas obrigações sob a Convenção sobre a Prevenção e Punição do Crime de Genocídio durante sua ofensiva de 2023 na Faixa de Gaza. A posição da África do Sul baseia-se na natureza erga omnes da Convenção sobre Genocídio, que permite e obriga os Estados Partes da convenção a tomar medidas para prevenir e punir o crime de genocídio. A África do Sul solicitou a indicação de medidas provisórias pelo tribunal, incluindo que Israel encerrasse suas operações militares, para "proteger contra danos adicionais, graves e irreparáveis aos direitos do povo palestino de acordo com a Convenção sobre Genocídio", o que resultou em uma audiência preliminar urgente. As audiências públicas sobre as medidas provisórias ocorreram em 11 de janeiro (argumentos orais da África do Sul) e 12 de janeiro (argumentos orais de Israel), respectivamente.